# Battle Hunter
Battle Hunter — тактическая ролевая игра в стиле аниме. Игрок управляет охотником, который бросает вызов трём другим охотникам в состязании по поиску реликвий. Игра использует традиционную для жанра RPG механику с перемещением по клеткам, а также применением карт и игральных костей.
Альтернативные названия:
- The Hunter A.R. 0062 в Европе
- バトルすごろく ハンター SuperLite1500シリーズ (Battle Sugoroku Hunter SuperLite1500 Series) в Японии

## Сюжет
В годы после масштабной мировой войны несколько учёных, оставшихся на Земле, собираются найти способ защитить человечество от вымирания. Для успеха им необходима жизненно важная информация из развалин городов со всего мира. Сбор информации они поручают элитной группировке, известной под названием «Охотники». Игрок управляет одним из таких охотников и получает задания по добыче нужных реликвий из пещер от владельца магазина. Периодически игрок будет бороться против секретной организации, известной как B PHS, для получения необходимых реликвий.

## Игровой процесс

Скриншот случайного уровня.

Игровой процесс заключается в охоте и добыче реликвий в пещере, представленной в качестве случайным образом сгенерированного поля. На поле всегда находятся четверо охотников. Охотники, которыми не управляют игроки, управляются компьютером. Перед тем, как зайти в пещеру, игрок получает задание по добыче той или иной ключевой реликвии, спрятанной в одном из ящиков на уровне. Другие ящики также содержат реликвии, но для победы в миссии нужна лишь ключевая. Игрок может выбирать среди трёх действий — передвижение, нападение или отдых (игрок тянет 2 карты и восстанавливает четверть здоровья).

### Развитие персонажа
Во время создания персонажа игроку предоставляется 11 очков умений, которые можно распределить между передвижением, атакой, защитой или очками здоровья (HP). Повышение характеристик использует следующую схему:
- 3 очка, вложенных в передвижение, увеличат передвижение персонажа на 1 клетку
- 1 очко, вложенное в атаку, повысит атаку персонажа на 1
- 2 очка, вложенных в защиту, повысят уровень защиты персонажа на 1
- 1 очко, вложенное в здоровье, повысит максимальное количество очков здоровья на 3

### Карты
Каждый охотник начинает игру с 5 картами, случайным образом вытянутыми из колоды в 100 карт. Рука каждого игрока видна для всех других в любое время. Карты могут быть использованы для получения различных эффектов на протяжении игры, но они разделены по цветам в зависимости от производимого ими эффекта. Синие и жёлтые карты могут быть использованы как на поле, так и в битве, но красные и зелёные карты можно использовать только в битве или только на поле, соответственно.
Синие карты влияют на передвижение. Эффект этих карт колеблется в диапазоне от +1 до +3, также существуют достаточно редкие карты с эффектом «Е». Карт «Е» в колоде всего две. Если синюю карту использовать на поле, то передвижение охотника увеличится на соответствующее число клеток в этом раунде. Если использовать карту «Е», то охотник будет телепортирован сразу на выход. Если использовать синие карты в битве, то увеличится шанс сбежать от противника в этой фазе боя. Если же в бою использовать карту «Е», то побег будет безусловно успешен.
Жёлтые карты влияют на защиту и уклонение. Эффект колеблется в диапазоне от +3 до +9, а также существуют особенные карты с эффектами «А» и «D». Если использовать жёлтую карту на поле, то у охотника увеличится шанс уберечься от ловушки на количество процентов, равное стоимости карты, умноженной на 10. Например, жёлтая карта +3 даст 30 % шанс не попасться на ловушку. Карты «А» и «D» полностью уберегают от ловушек, увеличивая шанс до 100 %. Использованные карты действуют только до конца хода, затем их эффект пропадает. Если жёлтые карты использовать в битве, то они увеличат уровень защиты охотника на количество очков, указанных на карте. Карта «D» (дубль) удвоит защиту охотника, в то время как карта «А» полностью защитит от урона.
Красные карты влияют на силу атаки. Могут быть использованы только в битве. Значения на красных картах могут принимать величину от +3 до +9, а также «С» и «S». Карта «С» прибавляет к атаке охотника значение атаки противника. Карта «S» удваивает его собственную атаку. В колоде всего по одной карте «С» и «S», аналогично жёлтым картам «А» и «D».
Зелёные карты это ловушки, и могут быть использованы только на поле. Ловушки устанавливаются до того, как охотник начнёт передвижение, и остаются на той клетке, которую он только что покинул. Ловушка не видна на карте до тех пор, пока она не сработает от наступившего на неё охотника. Существуют четыре типа зелёных карт, представляющие собой различного вида ловушки. Предельное количество ловушек на одной клетке — три.
- E — Empty (опустошающая): Игрок сбрасывает все карты из руки и не может тянуть карты до тех пор, пока не закончится эффект
- S — Stun (оглушающая): Охотник оглушён и пропускает следующий ход. Во время оглушения уровень защиты охотника падает до нуля и он не может предпринимать никаких действий, ни на карте, ни в бою, и также не может использовать карты в этом ходу.
- D — Damage (наносящая повреждения): Охотник получает урон.
- L — Leg Damage (травмирующая ногу): У охотника с травмой ноги параметр перемещения падает до нуля до конца миссии или до тех пор, пока охотник не наступит на клетку выхода (EXIT). (Если у охотника есть с собой заблаговременно идентифицированный костыль, то параметр передвижения будет +1 вместо 0. А если его передвижение изначально равнялось нулю, такая ловушка вкупе с костылём наоборот увеличит его передвижение на единицу.)

### Сражение

Скриншот одного из этапов сражения.

Битва может протекать между двумя охотниками или между охотником и монстром. Сражение в Battle Hunter отличается от битв в большинстве RPG, потому что схватка заканчивается после одного обмена действиями, а не продолжается вплоть до смерти одной из сторон. Большинство сражений заканчивается тем, что оба сражающихся продолжают стоять на своих местах. Если персонаж находится под воздействием эффекта «паника», то компьютер автоматически управляет действиями игрока. Если персонаж оглушён, он не может действовать вообще и имеет нулевую защиту в случае если на него напали при этом состоянии.
Когда охотник атакован, ему предоставляется выбор среди ряда действий: контратаковать, защищаться, убежать или сдаться (если, конечно же, персонаж не оглушён). При выборе действия (кроме «сдаться») охотник должен выбрать карту или отказаться от использования карт по желанию. Затем атакующая сторона выбирает свою карту. Вслед за этим система бросит две игральных кости для каждого из сражающихся: две для разыгрывания силы атаки нападающего, и две для разыгрывания уровня защиты атакуемого. К результатам добавляются родные характеристики охотников и эффекты от карт, затем производится вычисление конечного урона.
Пример: Охотник А атакует Охотника Б. Охотник А имеет 3 атаки и 0 защиты, Охотник Б имеет 1 атаку и 2 защиты. Охотник Б выбирает контратаку и жёлтую карту на +5 защиты, Охотник А использует красную карту на +3 атаки. Затем система кидает игральные кости и Охотнику А выпадает 6 и 5, а Охотнику Б выпадает 4 и 4. Суммарная атака Охотника А будет равняться (6+5)+3+3 (игральные кости + бонус от карты + родная атака) = 17, а суммарная защита контратакующего будет равняться 4+4+5+2 (кости + родная защита + бонус) = 15. В результате Охотник Б получит (17-15) = 2 единицы урона. Затем система рассчитает контратаку Охотника Б таким же образом.
Если же была выбрана защита, защищающийся не проводит фазу контратаки, но при этом показатель его защиты удваивается. В случае вышеописанного примера, если бы Охотник Б защищался, он получил бы 0 урона.
Если выбран побег, то защищающийся кидает кости для определения шанса на побег. Защищающийся может прибегнуть к использованию синих карт, которые помогут при побеге, но атакующий игрок также может их использовать, чтобы догнать убегающего. Оба игрока кидают кости и к полученному значению прибавляют бонус от карты и своё значение передвижения. Если защищающийся выкидывает большее конечное число, нежели атакующий, то побег считается успешным. Если же наоборот, то атакующий догоняет убегающего и наносит один удар. При этом защита беглеца равняется нулю во время расчёта повреждений.
Если выбрано действие «сдаться», то защищающийся охотник отдаёт атакующему один из своих предметов и перемещается на случайную клетку на карте, как будто бы если бы он был убит. Отличие от действительной смерти заключается в том, что охотник может выбрать, какой предмет он хочет пожертвовать, и не теряет половины максимального здоровья.
Если охотник теряет все очки здоровья, он на самом деле не умирает. Вместо этого он перемещается на случайно выбранную клетку на поле с максимальным здоровьем уменьшенным на 50 %. При этом он предоставляет выбор атакующему, какой из предметов тот хочет взять (если это другой игрок). Если GON (монстр, появляющийся, когда в колоде не осталось карт) побеждает игрока, держащего ключевую реликвию, миссия заканчивается и охотник теряет все деньги и все реликвии, которые были в его распоряжении.

### Реликвии
После выхода из пещеры игрок может попросить владельца магазина исследовать найденные реликвии. Некоторые из них могут быть бесполезными (например, пустая бутылка), а некоторые могут иметь определённый эффект, навроде повышающего атаку оружия или дисков с обоями для главного меню. Некоторые могут негативно влиять на охотника, который ими владеет (например, наложение путаницы в конце хода). Такие реликвии могут пригодиться, чтобы сбежать из битвы с помощью передачи этого предмета противнику, который далее будет страдать от ношения этого предмета. Только такие, «вирусные» реликвии могут работать и без необходимости в идентификации, остальные же реликвии нужно опознавать для получения с них выгоды. Реликвии также можно продавать владельцу магазина, вне зависимости от того, идентифицирована она или нет. Ключевая же реликвия распознана быть не может: она продаётся автоматически.

### Повышение уровня
Чтобы повысить уровень, необходимо собрать определённое количество денег с помощью продажи реликвий или побед в миссиях. Затем нужно зайти в клинику для покупки нового уровня. Во время повышения уровня охотник получает +1 HP и 1 очко для распределения в любой параметр на выбор. Максимальный уровень — 15.

### Когда заканчивается колода
Если в колоде заканчиваются карты (что обычно не успевает происходить до конца миссии), то пещерный зверь GON выходит на поле. Он является монстром (так как он не атакует других монстров, а только охотников) и его очень сложно победить. Это существо, похожее на пантеру, имеет невероятно высокую атаку и даже может сразить некоторых охотников за один удар. Важно всегда следить, чтобы количество карт в колоде не опускалось до нуля.

### Секретные персонажи
Введя в качестве имени персонажа SHUICHI или VIKEIF, можно играть за секретных персонажей — Сюити или Викейфа. Каждый из них имеет уникальный внешний вид и заранее распределённые очки умений. Секретные персонажи несколько сильнее, чем обычные.

## Отзывы
| Сводный рейтинг | Сводный рейтинг |
| Агрегатор       | Оценка          |
| --------------- | --------------- |
| GameRankings    | 52,83 %         |

Игра получила негативные отзывы критиков, но была похвалена за возможность играть вчетвером через Playstation Mulltitap.